# Губарьков, Григорий Максимович
Григорий Максимович Губарьков (1 февраля 1926 — 11 декабря 2008) — красноармеец Советской Армии, участник Великой Отечественной войны, Герой Советского Союза (1945).

## Биография
Родился 1 февраля 1926 года в селе Качиловка (ныне — Айыртауский район Кокчетавской области Казахстана) в рабочей семье.
Окончил семь классов школы, работал шофёром на 2-м Джизакской машинно-тракторной станции Узбекской ССР.
В ноябре 1943 года призван на службу в Рабоче-крестьянскую Красную Армию. С июля 1944 года — на фронтах Великой Отечественной войны. К январю 1945 года гвардии красноармеец Григорий Губарьков был пулемётчиком мотострелкового батальона 34-й гвардейской мотострелковой бригады 12-го гвардейского танкового корпуса 2-й гвардейской танковой армии 1-го Белорусского фронта. Отличился во время освобождения Польши.
21 января 1945 года Губарьков одним из первых, несмотря на массированный вражеский огонь, ворвался в город Иновроцлав. Во время отражения немецких контратак получил ранение, но поля боя не покинул, продолжая сражаться.
Указом Президиума Верховного Совета СССР от 27 февраля 1945 года гвардии красноармеец Григорий Губарьков был удостоен высокого звания Героя Советского Союза с вручением ордена Ленина и медали «Золотая Звезда».
После окончания войны продолжил службу в Советской Армии. В 1951 году он был демобилизован.
Вернулся в Джизак, работал в колхозе, совхозе, позднее переехал в Запорожье.
Скончался 11 декабря 2008 года, похоронен в Запорожье.
Был также награждён орденом Отечественной войны 1-й степени и рядом медалей.